# Histoire militaire du Japon
L'histoire militaire du Japon raconte une vaste période de plus de trois millénaires allant du jōmon 1000 av. J.-C. jusqu'à nos jours. Il se caractérise par une longue période de guerre de clans jusqu'au XIIe siècle de notre ère. Cela a été suivi par des guerres féodales qui ont abouti à des gouvernements militaires connus sous le nom de shogunat. L'histoire japonaise se distingue par le fait que la classe militaire avec le Shōgun a gouverné le Japon pendant 676 ans de 1192 à 1868 de notre ère. Les guerriers Shōgun et samouraïs étaient de facto au sommet de la structure sociale japonaise. La noblesse aristocratique était nominalement au-dessus d'eux. La politique de sakoku a fermé le Japon aux étrangers pendant 212 ans, de 1641 à 1853. Le militarisme féodal est passé à l'impérialisme au XIXe siècle après l'arrivée de l'amiral Matthew Perry et l'accession au pouvoir de l'empereur Meiji. Le Japon a été influencé par les puissances Empire colonial occidentales et I'mpérialisme occidental en Asie. Cela a conduit au colonialisme japonais et à l'impérialisme rampant jusqu'à la défaite du Japon lors de la Seconde Guerre mondiale. Mis à part l'occupation américaine qui a suivi la Seconde Guerre mondiale, le Japon n'a jamais été envahi avec succès. La Constitution de 1947 interdit au Japon de recourir de manière offensive à la guerre contre d'autres nations. Cela a conduit aux Forces japonaises d'autodéfense du Japon. L’alliance américano-japonaise demande aux États-Unis de protéger le Japon et d’assumer des fonctions offensives. En 2015, la Constitution a été réinterprétée pour permettre la légitime défense collective de ses alliés. Ainsi, le Japon a une longue tradition militaire avec un militarisme étendu. Aujourd'hui, le Japon est la 4e force militaire la plus puissante du monde.
Depuis 1954, les Forces japonaises d'autodéfense (自衛隊, Jieitai) (FJA, SDF), constituent de fait l'armée japonaise .

## Préhistoire
Des recherches archéologiques ont permis de retrouver des traces de guerre datant de la période Jōmon entre les différentes tribus occupant alors l'archipel japonais. Certains théoriciens pensent que durant la période Yayoi, des cavaliers venant de la péninsule coréenne ont envahi le sud de Kyūshū, avant de se répandre jusqu'au nord de Honshū, introduisant l'équitation et les outils de fer dans l'archipel.

### Période Jomon
Vers la fin de la période Jomon, les villages et les villes commencent à être entourées de douves et de palissades. Les batailles sont alors menées avec des armes telles que l'épée, la fronde, la lance et l'arc et les flèches.

### Période Yayoi

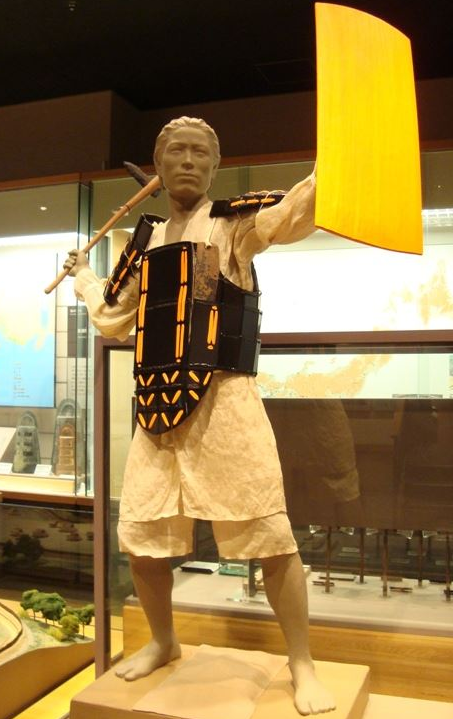
Une réplique d'armure en bois de la période Yayoi, Musée national d'histoire japonaise.

Les objets de bronze et les techniques de travail du bronze venant d'Asie continentale atteignent ce qui est aujourd'hui le Japon au IIIe siècle av. J.-C. On suppose que les cavaliers venant de la péninsule coréenne amènent aussi avec eux les premiers chevaux et armes de fer. La transition entre les périodes Jomon et Yayoi est caractérisée par de violents affrontements, les envahisseurs repoussant les populations indigènes grâce à leur technologie militaire très supérieure.
Vers cette époque, le Wei Chih (les « chroniques chinoises » de la dynastie Han font référence à la nation de Wo (ou « Wa » en japonais). Selon ce texte, Wa est alors « divisé en plus de cent tribus » et connaît de nombreuses perturbations et guerres durant près de 70 ou 80 ans. Environ 30 des communautés ont été unifiées par une reine-sorcière du nom de Pimiko (« Himiko » en Japonais). Elle envoie un tribut d'esclaves et de tissu à Daifang en Chine, établissant des relations diplomatiques avec le royaume chinois de Wei.

## Antiquité

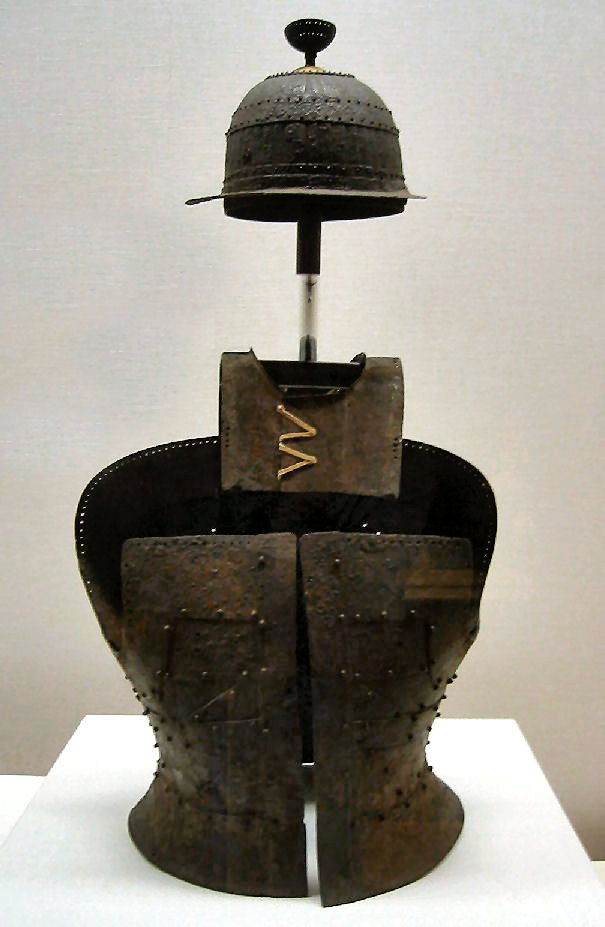
Casque et armure de fer avec des décorations de bronze doré, période Kofun, Ve siècle, musée national de Tokyo.

Vers la fin du IVe siècle, le clan Yamato est bien installé sur la plaine de Nara avec un contrôle considérable sur les zones environnantes. Il entretient des relations diplomatiques avec les Trois Royaumes de Corée et les dirigeants chinois. Yamato est même assez fort pour envoyer une armée contre le puissant royaume de Koguryŏ, qui domine à l'époque la péninsule coréenne. Le clan est plus fortement associé avec le royaume occupant le sud-ouest de la Corée, Paekche, d'où vient la célèbre épée à sept branches (shichishitō). La période féodale débute vers la fin de l'époque de Heian, les samouraïs devenant alors une force politique puissante.

### Période Yamato
Durant la période Yamato, le Japon Wa a des liens proches avec la confédération de Gaya en Corée. Gaya exporte d'importantes quantités d'armures de fer et d'armes vers Wa et il est même possible qu'il y ait un poste militaire japonais sur place. Bien que le Nihon Shoki affirme que Gaya (« Mimana » en japonais) est une colonie ou du moins tributaire de Wa, la plupart des recherches rejettent cette affirmation dans la mesure où aucune mention dans le Kojiki, plus ancien, ni dans aucune chronique coréenne. De plus, aucune preuve de présence japonaise à cette période n'a été trouvée.
En 552, le dirigeant des Paekche appelle les Yamato à l'aide contre ses ennemis, le royaume voisin de Silla et son allié, la dynastie Tang de Chine. En même temps que ses émissaires à la cour Yamato, le roi coréen envoie des images de bronze du Bouddha, quelques écrits bouddhistes, et une lettre glorifiant le bouddhisme. Ces cadeaux provoquent une puissante vague d'intérêt des japonais pour le bouddhisme.
La bataille de Baekgang (白村江) a lieu en 663. Le Nihon Shoki raconte que le Yamato envoie 32 000 soldats et 1 000 navires pour soutenir les Paekche contre la force Silla-Tang. Cependant, les Paekche s'effondrent et le Japon se retire de Corée.

### Époque de Nara
Dans presque tous les sens du terme, l'époque de Nara est le début de la culture japonaise telle qu'on l'entend aujourd'hui. C'est durant cette période que le Japon voit arriver le bouddhisme, le système chinois d'écriture, et la cérémonie du thé. Pour la première fois, le pays est uni et a un gouvernement central, et la majeure partie des bases du système féodal sont mises en place.
Bien que beaucoup de la discipline, des armes, armures et techniques des samouraïs des ères suivantes ne sont pas encore développée, l'embryon du guerrier féodal japonais naît à cette époque. Les archers montés, épéistes et lanciers se battent avec des armes peu différentes de celles des autres cultures du monde qui ont à cette époque le même niveau technologique.
Les disputes de succession prévalent ici, comme dans la plupart des périodes ultérieures, et l'époque de Nara voit aussi le premier shogun, Ōtomo no Yakamochi.

### Époque Heian

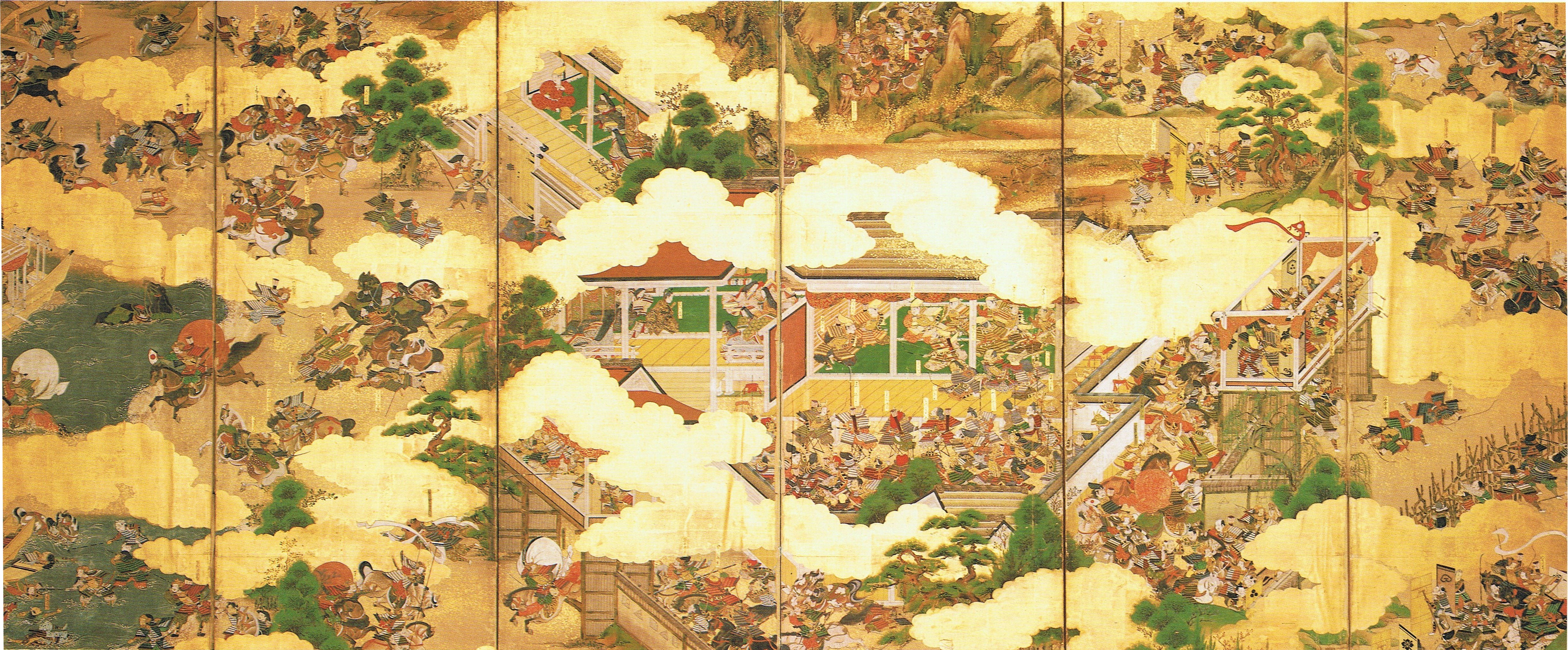
Scène de la guerre de Genpei (Panneau du XIIe siècle).

L'époque de Heian, militairement, consiste principalement en conflit et batailles entre clans pour le pouvoir et l'influence politique, essentiellement sur le contrôle de la succession sur le trône du chrysanthème. La famille impériale lutte contre son contrôle par le clan Fujiwara, qui monopolise presque exclusivement le poste de régent. Les conflits féodaux pour la terre, le pouvoir politique et l'influence cumulent lors de la guerre de Genpei, entre les clans Taira et Minamoto, et un grand nombre de petits clans alliés à l'un ou l'autre. La fin de la guerre de Gempei, en 1185, amène le début de l'époque de Kamakura et la fin de l'époque Heian.
Durant cette période, les samouraïs sont encore surtout des archers, avant d'être des épéistes. Presque tous les duels et batailles débutent par des échanges de flèches avant que le combat singulier soit engagé, au sabre et à la dague.

## Japon féodal
Cette période est marquée par la fin des batailles organisées comme des tournois, remplacées par des conflits massifs de clans pour le contrôle du Japon. Durant l'époque de Kamakura, le Japon repousse avec succès des tentatives d'invasions mongoles, ce qui initie un changement vers des armées conscrites avec un noyau de samouraïs servant de force d'élite et de commandants. L'époque de Muromachi est une brève période de paix, mais voit l'aristocratie traditionnelle perdre toute influence, celle des samouraïs ne cessant de s'étendre.

### Époque de Kamakura

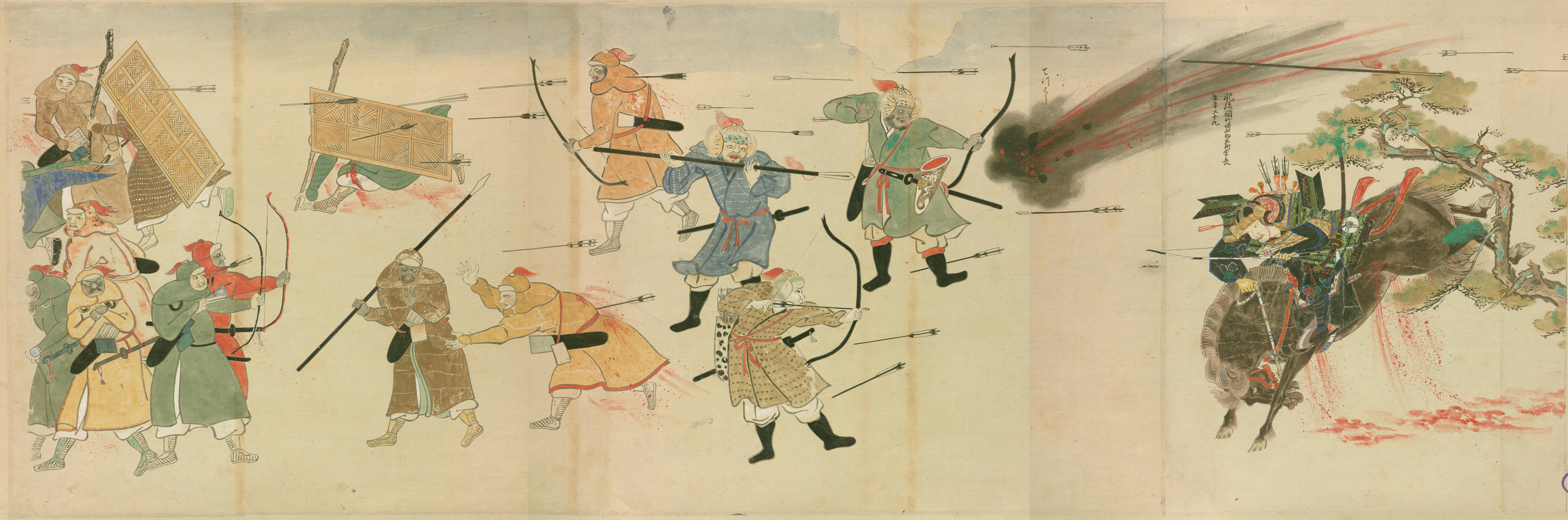
Le samouraï Suenaga affrontant les Mongols, durant les invasions mongoles du Japon., vers 1293.

Les Mongols, qui contrôlent à l'époque la Chine de la dynastie Yuan, essaient à deux reprises d'envahir le Japon au XIIIe siècle. Au début du mois d'octobre 1274, la bataille de Bun'ei commence avec l'invasion de Tsu-shima par une force combinée de Mongols et de coréens. Le 19 octobre, un typhon fait perdre un grand nombre de navires aux envahisseurs, et les troupes restantes se retirent. Sept ans plus tard, une seconde tentative est faite avec la bataille de Kōan, mais une nouvelle fois, un typhon détruit de nombreux navires et les Mongols doivent à nouveau se retirer. Ces deux typhons sont nommés Kamikaze, « vent divin ».

### Époque de Muromachi
Une expédition de la période Chosŏn sous le commandement du général Yi Jong-mu envahit Tsu-shima le 19 juin 1419. À la suite de cette invasion Ōei (du nom de l'ère Ōei au cours de laquelle elle se déroule), l'île Tsushima est placée sous domination coréenne jusqu'au milieu du XVIe siècle. Une embuscade réussie des Japonais contre les Coréens est connue au Japon sous le nom de bataille de Nukadake (糠岳の戦い). (Voir Invasion Ōei).

### Époque Azuchi-Momoyama

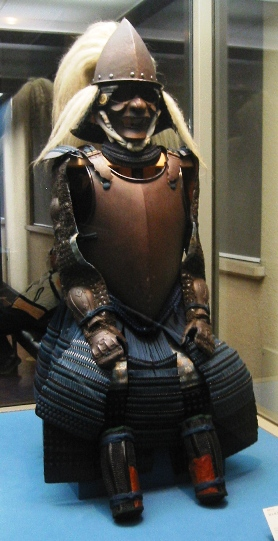
Cuirasse de samouraï de style Namban (occidental) du XVIe siècle.

Cette époque, dénommée d'après les cités-châteaux qui deviennent alors de plus en plus importants, est marquée par l'introduction des armes à feu, après les premiers contacts avec les Portugais, et une complète disparition de la bravoure personnelle en tant que facteur déterminant d'une bataille. Durant la bataille de Nagashino, en 1575, environ 3000 arquebusiers conduits par Nobunaga Oda réduisent en miette la puissante charge de cavalerie « classique » des samouraïs du clan Takeda. Après une série d'âpres batailles, les moines-guerriers bouddhistes (les sōhei) sont extirpés de leurs domaines retranchés et redeviennent une simple autorité religieuse.
Le régent Toyotomi Hideyoshi organise en 1592 une armée de 160 000 hommes et une marine pour une invasion de la Corée, qui est alors sous la domination de la dynastie chinoise des Ming (Bataille de Bunroku, 文禄の役). Bien que les forces japonaises remportent les premières batailles à terre, la marine japonaise est complètement dévastée par la marine coréenne, pourtant bien plus petite. De plus, la Chine fournit une aide militaire à la Corée, ce qui scelle la défaite du Japon. Après la mort de Hideyoshi, le conseil des cinq régents qui lui succède ordonne aux troupes japonaises restantes de se retirer de Corée. 
Ieyasu Tokugawa, l'un des régents, prend le contrôle de la majeure partie des forces du précédent dirigeant. En 1600, il remporte contre les autres régents menés par Mitsunari Ishida la bataille de Sekigahara et solidifie son règne. Il reçoit en 1603 le titre de shogun, ce qui fait de lui le dirigeant de facto du pays.

## Époque d'Edo

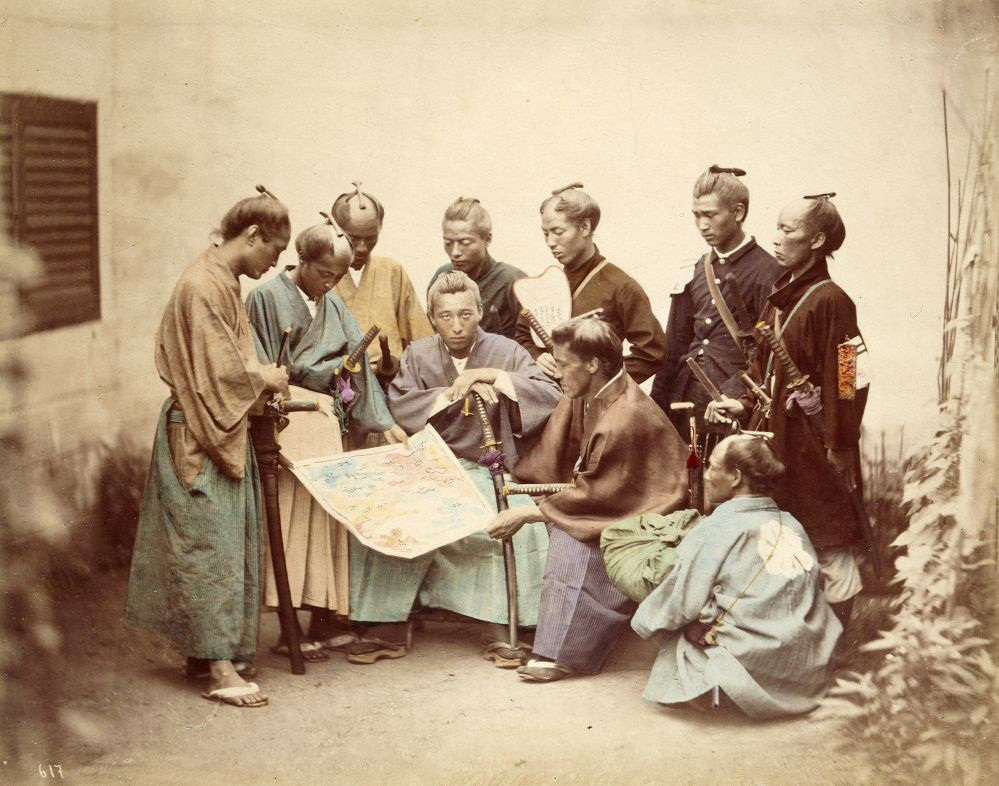
Samouraïs du clan Satsuma durant la guerre de Boshin, vers 1867. Photographie de Felice Beato.

L'époque d'Edo est marquée par une paix relative sous l'autorité du Bakufu et une politique d'isolationnisme, qui durent jusqu'à la révolution Meiji et la montée de l'impérialisme japonais en Asie qui en découle.
Deux événements militaires majeurs interviennent cependant durant les décennies suivant la bataille de Sekigahara :
- le siège d'Osaka (1614-1615), durant laquelle le shogunat Tokugawa vainquit les forces de Toyotomi Hideyori;
- la rébellion de Shimabara (1637-1638), révolte des paysans chrétiens des provinces de Hizen et de Higo.

La guerre de Boshin (戊辰戦争, Boshin Sensō), littéralement « guerre de l'année du dragon », est  livrée en 1868 et 1869 entre le shogunat et les forces pro-impériales. Elle se termine avec la défaite du shogunat et la restauration Meiji.

## Époque moderne

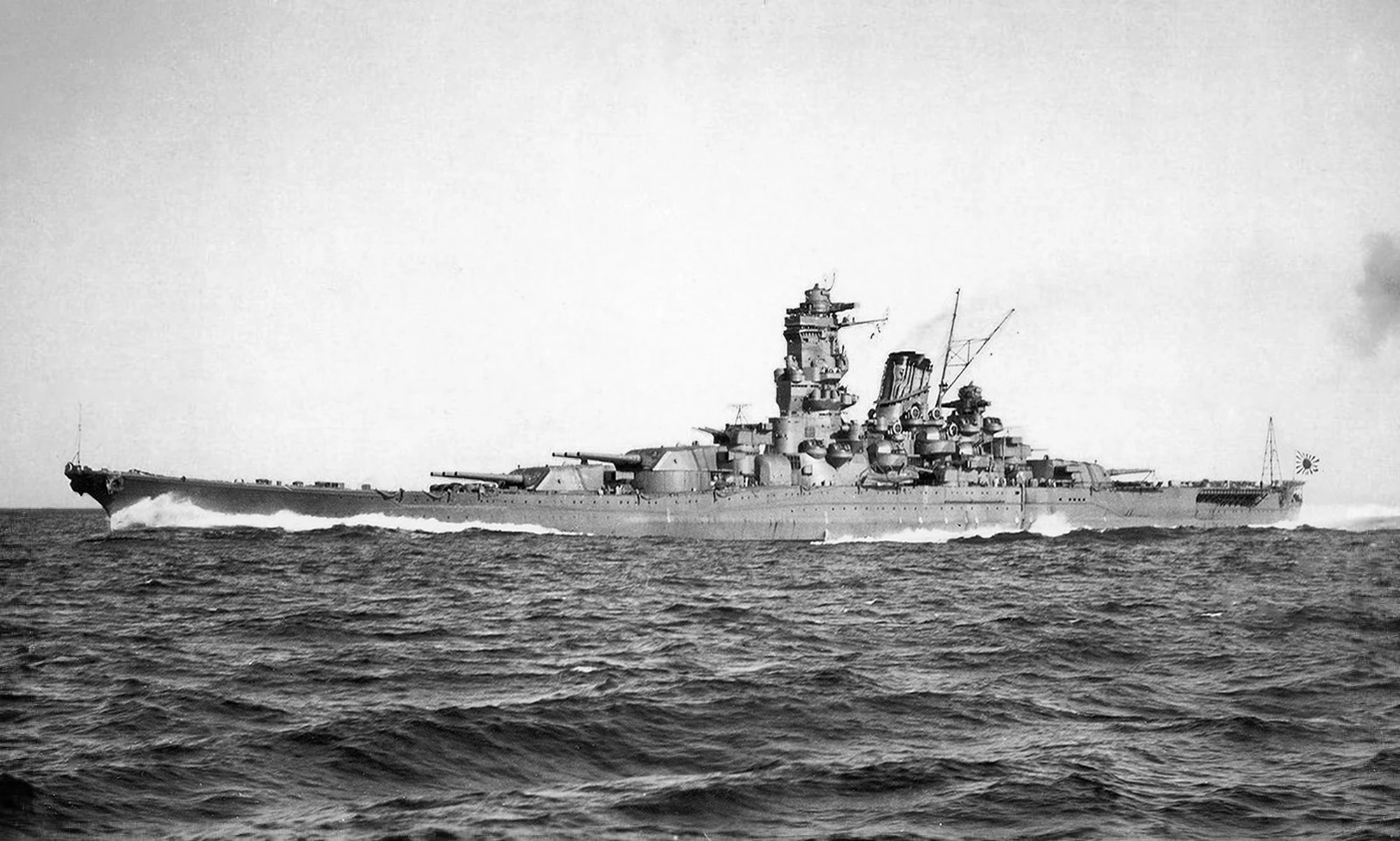
L'armée japonaise se modernise avec le premier cuirassé de la classe Yamato en 1937.

### Ère Meiji

#### Établissement de l'armée moderne
En 1873, le gouvernement impérial vote la conscription et crée l'Armée impériale japonaise. Les samouraïs perdent leur statut de seule classe militaire, non sans résistance.

#### Guerre sino-japonaise
Après une longue période de paix, le Japon se réarme en important des armes occidentales, puis finalement en fabriquant des armes conçues directement au Japon. 
La guerre sino-japonaise, en 1894 et 1895 est le premier conflit moderne majeur entre le Japon et une puissance étrangère, en l'occurrence la dynastie Qing de Chine, et a lieu dans la péninsule coréenne, en Mandchourie et le long des côtes chinoises.
Le traité de Shimonoseki (下関条約, Shimonoseki Jyoyaku), signé entre le Japon et la Chine, met fin à la guerre. À travers ce traité, le Japon force la Chine à ouvrir des ports au commerce international et à lui céder la partie sud du Liaoning, ainsi que l'île de Taïwan. La Chine doit aussi payer des indemnités de guerre pour un montant s'élevant à 200 millions de Kuping taels. La Corée, à l'issue de la guerre, cesse d'être un pays tributaire de la Chine et tombe dans l'influence du Japon. Cependant, la plupart des gains matériels japonais de cette guerre est perdue à cause de la triple intervention.

#### Guerre russo-japonaise
Durant la guerre russo-japonaise (1904-1905), le Japon devient la première nation asiatique à remporter une guerre contre une nation européenne. Il devient aussi la première nation asiatique à signer un traité de défense mutuelle avec une nation européenne, l'empire britannique.
La victoire japonaise durant la guerre russo-japonaise de 1904-1905 est le second cas dans l'histoire moderne où une puissance non-occidentale bat une puissance occidentale (la première étant la défaite de l'Italie en Éthiopie lors de la première guerre italo-éthiopienne de 1885-1896, et marque l'émergence du Japon comme une puissance militaire majeure, celui-ci ayant prouvé qu'il pouvait appliquer avec succès les technologies, discipline, stratégie et tactiques occidentales en situation de guerre.

### Ère Taishō - Première Guerre mondiale
En 1914, le Japon est un membre des Alliés durant la Première Guerre mondiale, et est récompensé en obtenant le contrôle des colonies allemandes du Pacifique. Une force japonaise de 70 000 hommes tente d'envahir la Russie durant la guerre civile russe, mais échoue et doit se replier. Un petit groupe de croiseurs et de destroyers japonais participe également à diverses opérations dans la mer Méditerranée et l'Océan Indien.

### Ère Shōwa
Le Japon est la dernière puissance majeure à entrer dans la course à la colonisation du monde. Il envahit la Mandchourie en 1931, puis le reste du territoire chinois en 1937. En 1940, c'est au tour de l'Indochine française de subir l'occupation.
Soumis à un embargo sur le pétrole pour son refus de se retirer de Chine (à l'exclusion du Manchukuo) et d'Indochine, le Japon se lance alors dans la Guerre de la Grande Asie orientale après que le Quartier-général impérial eut sanctionné l'attaque de Pearl Harbor fin 1941. Sévèrement entravé par ses industries encore en plein développement, le Japon commence une guerre contre les États-Unis pendant la Seconde Guerre mondiale avec moins d'un dixième de la capacité industrielle des États-Unis. Après une année de grande réussite en 1942 lui conférant le contrôle de l’Asie du Sud-Est, le Japon ne parvient pas à empêcher les Alliés de reprendre l'avantage. Son gouvernement belliciste refuse de voir le rapport de force et bien que ses partenaires de l'Axe soient défaits, il ne capitule en 1945 qu'après les bombardements nucléaires d'Hiroshima et de Nagasaki, et la déclaration de guerre de l'URSS.
Le Japon n'a jamais plus participé à une guerre majeure en tant que combattant depuis qu'il a perdu la Seconde Guerre mondiale. Bien que le Japon reste une puissance militaire, des raisons politiques et idéologiques l'empêchent d'exporter son matériel militaire et d'avoir des armes nucléaires.